# L'Herbergement
L'Herbergement é uma comuna francesa na região administrativa da Pays de la Loire, no departamento de Vendéia. Estende-se por uma área de 16,75 km². Em 2010 a comuna tinha 3 312 habitantes (densidade: 197,7 hab./km²).